# Portumna
Portumna (Port Omna in irlandese) è una piccola città dell'Irlanda che sorge nella parte orientale della contea di Galway con una popolazione di ca. 1 500 abitanti. La città si sviluppa lungo la N65, a circa 40 km da Galway, sulle rive del Lough Derg.
A Portumna è presente un castello edificato nel 1618 da Richard de Burgo (altrimenti noto come Burke).